# Éric Rochat
Cet article concerne le producteur et réalisateur français. Pour l'homme politique suisse, voir Éric Rochat (personnalité politique).
Pour les articles homonymes, voir Rochat.
Eric Rochat, né le 18 octobre 1936 à Paris et mort le  5 octobre 2003 à Rio de Janeiro, est un producteur, réalisateur et scénariste français. Il est principalement connu pour le succès public de ses productions de films érotiques.

## Biographie
Né le 18 octobre 1936 à Paris, Eric Rochat commence sa carrière cinématographique de producteur avec François Reichenbach, sur des portraits de musiciens tels qu'Arthur Rubinstein en 1969, et Yehudi Menuhin en 1971. 
En 1972, Eric Rochat s'associe avec Claude Giroux pour produire un premier long métrage, Le Tueur, réalisé par Denys de La Patellière, avec Jean Gabin dans le rôle du commissaire divisionnaire Le Guen. Le film offre également l'un des tout premiers rôle à l'écran de Gérard Depardieu.
En 1973, Eric Rochat et Claude Giroux produisent L'Affaire Dominici, réalisé par Claude Bernard-Aubert, également réalisateur de films, avec Jean Gabin dans le rôle de Gaston Dominici. Et avec encore Gérard Depardieu dans un second rôle.
En 1975, après avoir racheté les droits à Claude Giroux du roman signé par Pauline Réage, Eric Rochat produit le film érotique culte Histoire d'O, avec Gérard Lorin. Le film est réalisé par Just Jaeckin et Corinne Cléry y tient le rôle principal.
En 1976, Eric produit Sex O'Clock USA, un film documentaire français, réalisé par François Reichenbach. Le long métrage passe en revue les mœurs sexuelles cachés d'une société américaine hautement puritaine. Les années suivantes Eric Rochat travaille sur un nouveau film, Mandrake le Magicien, avec le réalisateur Julien Temple, mais le projet n'aboutit pas.
Puis en 1980, Eric Rochat produit Tusk, réalisé par le metteur en scène surréaliste Alejandro Jodorowsky, d'après le roman Poo Lorn l'éléphant, de Reginald Campbell, avec Cyrielle Clair. 
En 1981 c'est au tour de l'icône Coco Chanel d'être portée à l'écran dans Chanel solitaire, réalisé par George Kaczender, avec Marie-France Pisier dans le rôle-titre, aux côtés Lambert Wilson et Timothy Dalton.
En 1984, après avoir écrit la suite de Histoire d'O en tant que scénariste, Eric Rochat écrit, produit et réalise Histoire d'O, numéro 2, avec Sandra Wey dans le rôle de "O".  
En 1987, Eric Rochat écrit le scénario et réalise au Japon le long métrage Too Much, produit par Menahem Golan et Yoram Globus. C'est un film futuriste pour enfant, utilisant de la technologie japonaise, racontant une histoire entre une petite fille et un robot. 
En 1990, Eric produit Le Cinquième Singe. Le film, qu'ils écrivent ensemble, adapte la nouvelle éponyme de Jacques Zibi. Ben Kingsley y tient le rôle principal.
En 1992, l'érotisme est de retour avec Histoire d'O, "Les Séries", d'une durée de 10 heures. Cette série pour le petit écran est écrite, produite et réalisée par Eric Rochat. Histoire d'O "Les Séries" connaît un fort succès lors de sa commercialisation en coffret DVD.
En 2002, Eric Rochat produit, co-écrit et co-réalise Living O. Living O raconte l'histoire d'un producteur de cinéma qui désire vivre l'expérience de Sir Stephen, le caractère masculin principal de "Histoire d'O". Ce film, inédit pour la télévision, est réalisé à Rio de Janeiro au Brésil.
Il décède le 5 août 2003 à Rio de Janeiro.

## Filmographie

### Comme producteur
- 1972 : Le Tueur de Denys de La Patellière
- 1973 : L'Affaire Dominici de Claude Bernard-Aubert
- 1975 : Histoire d'O de Just Jaeckin
- 1976 : Sex O'Clock USA de François Reichenbach
- 1980 : Tusk d'Alejandro Jodorowsky
- 1983 : Chanel solitaire de George Kaczender
- 1984 : Histoire d'O, numéro 2 de lui-même
- 1987 : Too Much de lui-même
- 1990 : Le Cinquième Singe (O quinto macaco) de lui-même
- 2002 : Living O de lui-même

### Comme réalisateur et scénariste
- 1984 : Histoire d'O, numéro 2
- 1987 : Too Much
- 1990 : Le Cinquième Singe (O quinto macaco)
- 1992 : Histoire d'O "Les Séries"
- 2002 : Living O

#### Séries DVD

##### Comme producteur, réalisateur et scénariste
1992 Histoire d'O "Les Séries"

## Bandes dessinées
- Histoire d'O[1], avec Guido Crepax
- Histoire d'O N°2[2], avec Guido Crepax